# جون كالدويل (سياسي)
جون كالدويل (بالإنجليزية: John Caldwell)‏ هو سياسي أمريكي، ولد في 4 يوليو 1849 في الولايات المتحدة، وتوفي في 7 مارس 1916 في مانتون في الولايات المتحدة. حزبياً، نشط في الحزب الجمهوري. وقد انتخب عضو مجلس نواب ميشيغان ‏.